# Università della Virginia Occidentale
L'Università della Virginia Occidentale (in inglese: West Virginia University, WVU) è un'università pubblica che ha sede a Morgantown, nella parte nord dello Stato della Virginia Occidentale, lontana meno di due ore dalla città di Pittsburgh, in Pennsylvania. È stata fondata nel 1867 ed è frequentata da circa 30.000 studenti.
Durante l'anno accademico 2004-05 i West Virginia Mountaineers, che godono di un programma sportivo di primo livello, hanno ottenuto nei campionati NCAA buoni risultati con il football americano ed eccellenti con il basket (West Virginia è stata una delle migliori 8 squadre universitarie di pallacanestro di tutti gli Stati Uniti).